# Arjun, le prince guerrier
Pour plus de détails, voir Fiche technique et Distribution.
Arjun, le prince guerrier (titre original anglais Arjun: The Warrior Prince) est un film d'animation indien réalisé par Arnab Chaudhuri, coproduit par UTV Pictures et The Walt Disney Company India (alors des sociétés indépendantes), et sorti en Inde le 25 mai 2012. C'est un long métrage au rendu traditionnel de dessin animé, bien qu'il intègre des éléments modélisés en images de synthèse. Il s'inspire librement de l'intrigue du Mahabharata, une des épopées classiques de la littérature indienne et de l'hindouisme. Il n'a pas connu de sortie en salles en France mais y a été édité en DVD.

## Synopsis
Le film se concentre sur la jeunesse et la formation d'Arjuna, l'un des cinq frères Pândava.

## Fiche technique
- Titre : Arjun, le prince guerrier
- Titre original : Arjun: The Warrior Prince
- Réalisation : Arnab Chaudhuri
- Scénario : Rajesh Devraj et R.D. Tailang (dialogues)
- Production : Siddharth Roy Kapur, Ronnie Screwvala
- Musique originale : Vishal Dadlani, Dhruv Ghanekar, Shekhar Ravjiani, adaptation musicale française Alain Weiller
- Image : Hemant Chaturvedi
- Montage : A. Sreekar Prasad
- Création des décors : K.K. Muralidharan, Rachna Rastogi
- Studios de production : UTV Motion Pictures, The Walt Disney Company India
- Distribution : UTV Motion Pictures (Inde, sortie en salles), UTV Software Communications (États-Unis, sortie en salles), Condor Entertainment (France, édition en DVD)
- Pays :  Inde
- Langue : hindi
- Format : couleur
- Durée : 96 minutes
- Date de sortie :  Inde et  États-Unis : 25 mai 2012

## Distribution
- Yuddvir Bakolia : Arjuna
- Anjan Srivastav : Shiva
- Sachin Khedekar : Krishna
- Ashok Banthia : Bhima
- Ila Arun : Kuntî
- Vishnu Sharma : Bhishma

## Accueil critique
En Inde, le film reçoit un accueil globalement favorable. Dans le Times of India, Madhureeta Mukherjee donne au film une note de 3,5 sur 5 et apprécie le rendu général du film, « classique et supérieur selon les standards habituels de l'animation indienne » (« the look is classic and superior by usual standards in Indian animation ») et le scénario complexe mais restant clair, auquel le critique reproche seulement des dialogues pesants. Dans The Hindu, Anuj Kumar voit dans le film un spectacle de classe internationale pourvu d'une bonne vieille touche indienne (« A world-class show with good old Indian touch »). Il admire la qualité graphique du film, dont il apprécie en particulier le parti pris d'éviter la rondeur et la mièvrerie d'autres dessins animés pour la jeunesse, et il juge réussie la construction d'un récit qui parvient à surprendre malgré la reprise d'une intrigue largement connue. Il juge en revanche que la qualité de l'animation baisse légèrement vers la fin du film.
À sa sortie aux États-Unis, le film reçoit des critiques contrastées allant de l'excellent au médiocre ; fin août 2012, il atteignait un score de 57 % sur le site agrégateur de critiques Rotten Tomatoes.

## Récompense
En Inde, Arjun, le prince guerrier remporte l'Éléphant d'or du meilleur film d'animation décerné par le jury enfant au Festival du film pour enfants d'Inde en novembre 2013.

## Éditions en vidéo
En France, le film est édité en DVD par Condor sous le titre Arjun, le prince guerrier en février 2015, L'adaptation et la direction  musicale en français est réalisée par Alain Weiller.